# Узурпаторша (телесериал, 1998)
«Узурпаторша» (исп. La Usurpadora) —  мексиканская теленовелла 1998 года по оригинальной истории Инес Родена. Производство — компания «Телевиса». Продюсер — Сальвадор Мехия, режиссёр — Беатрис Шеридан.  Главные роли в сериале исполнили Габриэла Спаник, Фернандо Колунга и Либертад Ламарке.
Теленовелла имела беспрецедентный успех как в Мексике (с ежедневным рейтингом 38.4), став культовой у себя на родине, так и во всём мире — сериал был показан в 125 странах мира и переведён более, чем на 25 языков. В США «Узурпаторша» стала самым рейтинговым сериалом своего жанра в истории американского телевидения и самой просматриваемой теленовеллой в истории телевидения в целом.

## Содержание
Паола и Паулина — сёстры-близнецы, разлучённые при рождении. Паулина Мартинес, добрая и благородная девушка, живёт в Канкуне вместе со своей больной матерью Паулой. Паола Брачо — жестокая, алчная и эгоистичная жена богатого предпринимателя Карлоса Даниэля Брачо. Она изменяет мужу, ссорится с его родными и даже не пытается стать матерью для его детей Лисетт и Карлитоса.
Отправившись в Канкун с очередным любовником, Паола случайно встречает Паулину, которая похожа на неё как две капли воды, и у неё рождается план. Шантажом она заставляет девушку занять своё место в надоевшем и наскучившем ей доме Брачо. Приехавшую «Паолу» семья принимает враждебно. Но постепенно она завоёвывает любовь и уважение всех родных, лишь сестра Карлоса Даниэля — Эстефания — не может простить невестке связи с её мужем Вилли. Постепенно Паулина подпадает под очарование Карлоса Даниэля и между ними начинается роман. Но Паола решает вернуться и занять принадлежащее ей по праву место.

## В ролях

Обе главные героини. Слева-направо: Паола Брачо и Паулина Мартинес

| Актер, актриса        | Роль                       | Характер персонажа |
| --------------------- | -------------------------- | --- |
| Габриэла Спаник       | Паулина Мартинес           | Добрая и малообеспеченная девушка, работала в одном из клубов Канкуна, пока не встретила там Паолу Брачо, которая шантажом заставила её занять своё место в доме в Мехико. |
| Габриэла Спаник       | Паола Брачо                | Злая, эгоистичная и алчная жена бизнесмена Карлоса Даниэля Брачо. Имела бесчисленные интрижки за спиной мужа и конфликты со всеми членами семьи Брачо. Заставила Паулину притвориться собой, чтобы отправиться развлекаться с очередным любовником. Скончалась в больнице после автокатастрофы. |
| Фернандо Колунга      | Карлос Даниэль Брачо       | Муж Паолы и совладелец фамильной фабрики «Керамика Брачо». Был без ума от своей жены, но постепенно влюбился в Паулину. |
| Марсело Буке          | Родриго Брачо              | Родной брат Карлоса Даниэля, совладелец фабрики. Имел плохие отношения с Паолой и изначально с Паулиной, однако пришёл к выводу, что Паулина и Паола разные по характеру и полюбил Паулину как человека.                                                                                        |
| Либертад Ламарке      | Бабушка Пьедад Брачо       | Хозяйка семьи Брачо и президент фабрики, бабушка Карлоса Даниэля и Родриго. Имела алкогольную зависимость, к которой её приучила Паола. С приходом в дом Паулины избавилась от пристрастия и полюбила Паулину.                                                                                  |
| Доминика Палета       | Хема Дюран Брачо           | Дальняя родственница Брачо, одержима идеей выйти замуж за Карлоса Даниэля. |
| Шанталь Андере        | Эстефания Брачо де Монтеро | Приёмная внучка Пьедад и жена Вилли, который женился на ней ради денег. С приходом в дом Паолы и начала романа между ней и Вилли стала чересчур набожной. Однако спустя время Паулина убеждает её вернуться к прежнему образу жизни.                                                            |
| Хуан Пабло Гамбоа     | Гильермо "Вилли" Монтеро   | Муж Эстефании и бывший любовник Паолы. Женился на Эстефании лишь для своего обеспеченного будущего. Помимо Паолы имел множество интрижек на стороне. Злодей, совершивший ряд преступлений и севший в тюрьму.                                                                                    |
| Магда Гусман          | Фиделина                   | С молодости прислуга в доме Брачо, мать Эстефании, о чём никто кроме Пьедад и самой Фиделины не знают. Чтобы обеспечить прочное будущее, Фиделина отдала дочь в семью Брачо. |
| Марио Симарро         | Лусиано Алькантера         | Любовник Паолы, с которым она развлекалась в Канкуне. Знаком с Паолой с глубокого детства. |
| Пати Диас             | Лалита                     | Молодая прислуга в доме Брачо. Всегда была доверенным лицом Паолы и знала обо всём происходящем в доме. |
| Серхио Мигель Сантана | Карлитос Брачо             | Родной сын Карлоса Даниэля. |
| Мария Соларес         | Лисетте Брачо              | Родная дочь Карлоса Даниэля. |
| Хайме Гарса           | Мерино                     | Инспектор полиции. Задержал Гильермо Монтеро по прозвищу «Вилли». |
| Алехандро Руис        | Леандро                    | |
| Энрике Лисальде       | Алессандро                 | Мексиканский мультимиллионер, владелец глобальной сети казино. Первый любовник Паолы, с которым она сбежала, оставив в своём доме самозванку. |
| Мария Луиса Алькала   | Филомена                   | Соседка Паулина и Паулы в Канкуне. |

## Сиквел
Спустя год по просьбе телезрителей было отснято двухчасовое продолжение теленовеллы под названием «Больше, чем узурпаторша». Главные роли исполнили те же актёры.
Сюжет разворачивается спустя год после событий финала сериала и повествует о новых неприятностях Паулины и семьи Брачо: Паулина больна раком, ей осталось недолго жить. Чтобы быть уверенной в том, что Карлос Даниэль не останется один, а дети сиротами, Паулина находит девушку и решает обучить всему, что знает, чтобы та смогла стать новой хозяйкой в доме Брачо.

## Награды и премии
| Год  | Премия     | Номинация                                    | Представитель                     | Результат |
| ---- | ---------- | -------------------------------------------- | --------------------------------- | --------- |
| 1999 | TVyNovelas | Лучшая теленовелла года                      | Сальвадор Мехия Алехандре         | Номинация |
| 1999 | TVyNovelas | Лучшая женская роль                          | Габриэла Спаник                   | Номинация |
| 1999 | TVyNovelas | Лучшая мужская роль                          | Фернандо Колунга                  | Номинация |
| 1999 | TVyNovelas | Лучшая мужская отрицательную роль            | Хуан Пабло Гамбоа                 | Номинация |
| 1999 | TVyNovelas | Лучшая женская роль второго плана            | Шанталь Андере                    | Номинация |
| 1999 | TVyNovelas | Лучшая мужская роль второго плана            | Марсело Буке                      | Номинация |
| 1999 | TVyNovelas | Лучшая роль в исполнении заслуженной актрисы | Либертад Ламарке                  | Номинация |
| 1999 | TVyNovelas | Лучшая операторская работа                   | Хесус Нахера Саро Мануэль Барахас | Победа    |

## Версии
Несмотря на беспрецедентный успех, «Узурпаторша» не является оригинальной теленовеллой и представляет собой ремейк более ранних версий.
- 1972 год — на канале «RCTV» вышла первая версия телесериала «La Usurpadora» с Марией Баурой и Раулем Амундарайем.
- 1981 год — мексиканская компания «Телевиса» сняла ремейк «El hogar que yo robe» с Анхеликой Марией и Хуаном Феррара.
- 1987 год — канал «RCTV» выпустил сериал «La intrusa» с Мариэлой Алькала и Виктором Камара.
- 2012 год — мексиканская компания «Телевиса» выпустила ремейк «Узурпаторши» под названием «Кто ты?». Теленовелла была закрыта из-за низких рейтингов[4].
- 2019 год — очередной одноимённый ремейк компании «Телевиса», в которой смешались мелодрама и политическая драма. Главная героиня — первая леди Мексики, пожелавшая бросить своего мужа и оставить вместо себя самозванку, с которой они являются сёстрами-близнецами, разлучёнными при рождении. Сериал состоит из 25 серий. Главные роли Паолы и Паулины исполнила мексиканская актриса Сандра Эчеверриа Гамбоа. Сериал был холодно встречен критиками и телезрителями[5].